# 建蔽率
建蔽率，又稱建築密度或建筑覆盖率，係指建築基地上，建築物的水平投影面積與建築基地面積的比值。因此容積率管制屬立體管制，而建蔽率則屬平面管制，在台灣屬於建築管制單位。

## 建蔽率管制
為了都市的整齊美觀及安全等理由，世界大部分地區均對土地建蔽率設有上限，此上限會因土地所在地區和利用目的有所不同，通常以都市商業區為最高。建築基地扣除最高建蔽率上限後所餘空地則稱為「法定空地」。